# Halle de Saint-Martin-Valmeroux
La halle de Saint-Martin-Valmeroux est un édifice en pierre situé sur la commune de Saint-Martin-Valmeroux, dans le département du Cantal, en France.

## Localisation
À 650 m d'altitude, la halle se situe sur la place du village, peu éloignée de la Maronne.

## Description
La halle est un édifice en pierre locale, doté d'une charpente à quatre pans, reposant sur 6 gros piliers carrés et recouvert de lauze. Compensant la pente de la place, le sol est lissé. un grenier accessible par un escalier extérieur en pierre est présent dans les combles éclairé par un chien-assis.
Une pierre sculptée qui servait de mesure pour les grains est enchâssée dans sa base. Cette « pierre mesure » d'un seul bloc a pour dimensions 1,75 m de long, 0,50 m de haut et 0,85 m de profondeur. Elle est percée de trois trous en forme de cuvettes, chacune représentant une mesure : la première une quarte, la seconde une demi-quarte et la troisième un quart. Des bouchons en bois fermaient les orifices.

## Historique
Édifiée en 1838, la halle est inscrite au titre des monuments historiques par arrêté du 10 septembre 1947.

## Galerie

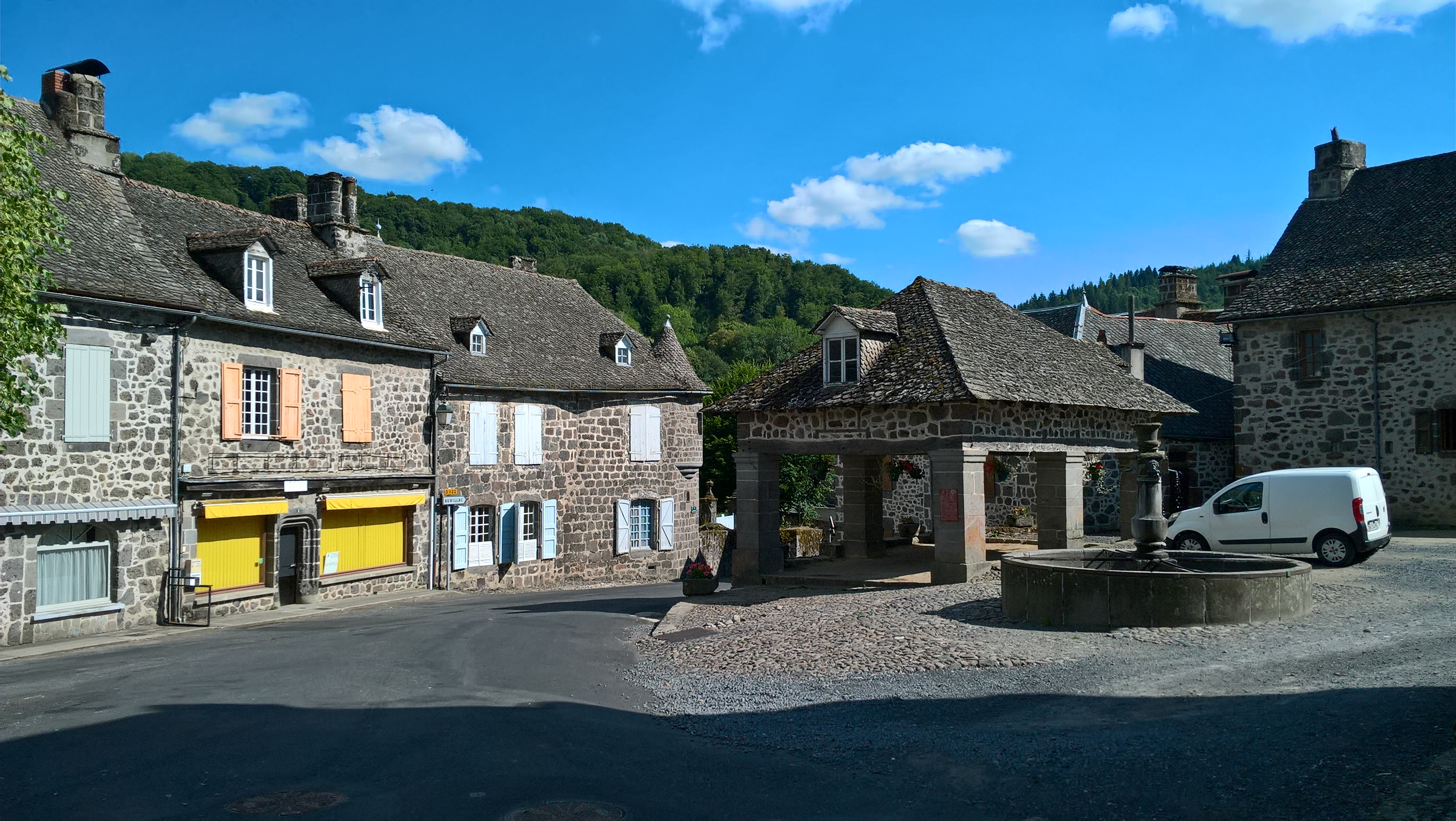
la fontaine et la halle en 2018.
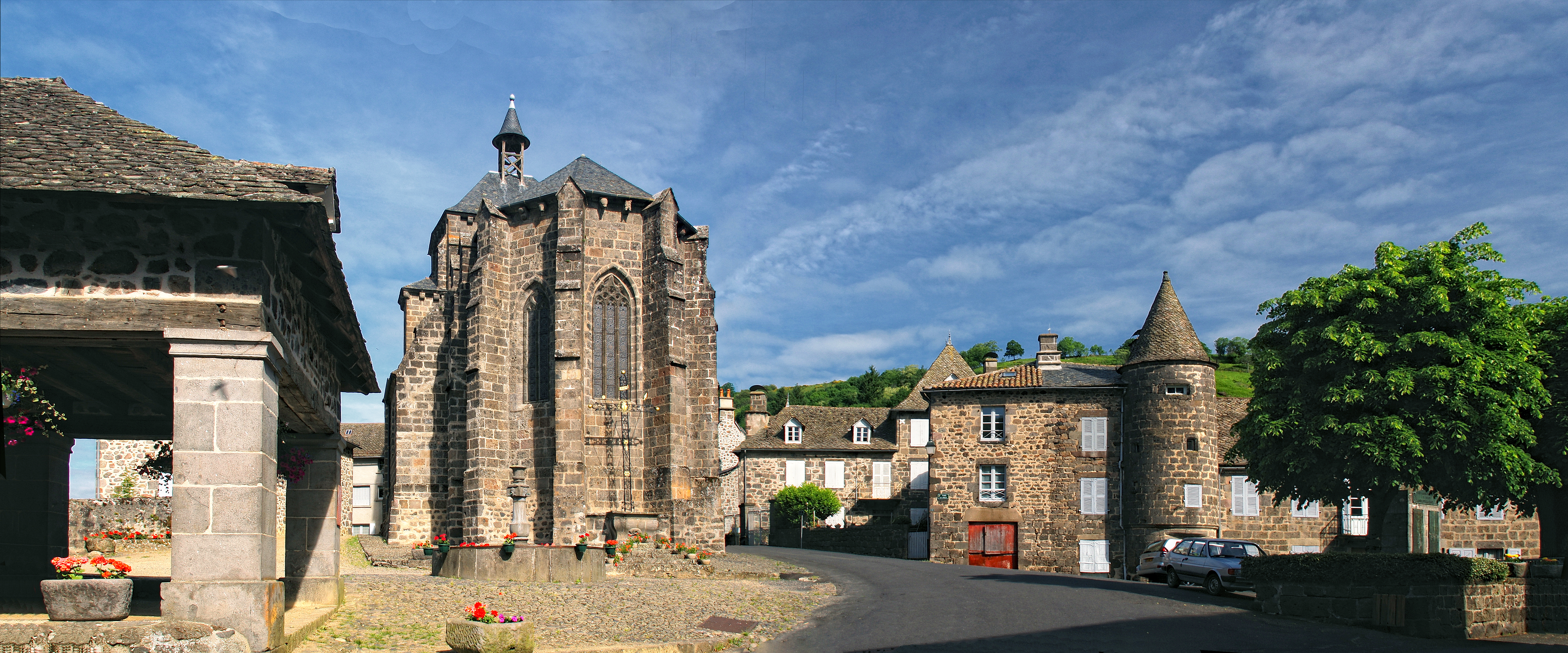
La place en 2009.

## Valorisation du patrimoine
Un marché hebdomadaire est présent les vendredis matins du 21 juin au 16 décembre.